# Визель, Оскар Оскарович
Оска́р Оска́рович Ви́зель (20 августа 1864, Санкт-Петербург — 27 сентября 1918, Женева) — русский дипломат, исследователь Норвегии, основоположник формирования саамского собрания Российского этнографического музея (Санкт-Петербург).

## Происхождение и семья
Оскар Оскарович Визель (Wiesel Oscar Bernhard Franz) происходит из немецко-австрийского рода Визель.
Отец Оскар Борисович Визель (Wiesel Oscar Sigismund) родился в России в 1826 году, выпускник Нежинского лицея, служил в Министерстве финансов, неоднократно выезжал в Берлин, Амстердам и Париж по поручениям императоров Александра II и Александра III, действительный статский советник.
Мать Мари Кристина Пуантэн (de Pointin Marie Christine) 1835 года рождения. Её отец, Франсуа Пуантэн, с корнями из французской провинции Пикардии, родился в Варшаве при дворе Людовика XVIII во время его изгнания из Франции. Франсуа Пуантэн отличился в России при сооружении серебряного иконостаса Казанского Собора, за что был награждён графом Юлием Помпеевичем Литтой серебряной медалью на Анненской ленте.
Супруга Мариамна (Марианна) Павловна Косаговская — дочь тайного советника Павла Павловича Косаговского, губернатора в разное время Витебска, Одессы, Курска и Полтавы, члена Совета МВД.
Брат Эмиль Оскарович Визель (Wiesel Emil Anton Joseph) (1866—1943) — художник, хранитель музея и действительный член Императорской Академии художеств, организатор международных художественных выставок, член совета Эрмитажа и Русского музея, кавалер Ордена Почётного легиона, эксперт по русской и западной живописи и скульптуре в комиссии при музейном отделе Главнауки (в советское время).
- Оскар Сигизмунд Визель
- Мари Кристина Пуантэн
- Франсуа Пуантэн
- Эмиль Оскарович Визель

## Дипломатическая карьера
Оскар Оскарович Визель окончил Вторую Санкт-Петербургскую гимназию в 1883 году с серебряной медалью и продолжил обучение в Императорском Санкт-Петербургском Университете на историко-филологическом факультете, который окончил в 1888 году и был утверждён Советом в степени кандидата.
Оскар Визель представлял интересы России в Европейских странах как сотрудник Министерства иностранных дел.
- 1896—1901 г.г. в Гамбурге (Германия), вице-консул, коллежский асессор;
- 1901—1911 г.г. в Гаммерфесте (Норвегия), консул, в чинах от надворного советника до статского советника;
- 1911—1912 г.г. в Вроцлаве (Польша), генеральный консул, статский советник;
- 1912—1916 г.г. в Веве и Женеве (Швейцария), генеральный консул, статский советник;
- 1917 год в Неаполе (Италия), генеральный консул, действительный статский советник.

Сборники консульских донесений начала 20-го века содержат доклады Визеля о германских капиталах во внеевропейских предприятиях и колониальной политике Германии (1900 г.); народных волнениях в Северной Норвегии, слухи о русской угрозе и массовой измене норвежцев в пользу России (1903 г.).
В 1909 году Второй департамент (бывший Департамент внутренних сношений) Министерства иностранных дел издал составленный О. О. Визелем «Сборник Норвежских узаконений, касающихся торговли и промыслов русских подданных в Северной Норвегии». В основу издания лег устаревший за 25 лет труд А. А. Тетермана. Визелем были обновлены сведения о законах; добавлены постановления о коммунальных городских сборах Тромсё, Гаммерфеста и Вардё; добавлены сведения о норвежских метрических мерах и весах; в качестве приложений приведены наиболее важные законы, касавшиеся русских подданных.

## Норвегия.Саамы
За годы дипломатической службы в Норвегии О. О. Визель увлекается изучением культуры одной из локальных групп кольских саамов. В 1904 и в 1914 году Оскар Оскарович передал в фонды Российского этнографического музея (г. Санкт-Петербург) две коллекции (более 100 экземпляров), которые легли в основу саамского собрания музея и имеют важное источниковое значение.
Коллекции собраны на территории Пазрецкого, Сонгельского и Печенгского погостов и включают в себя одежду, головные уборы, обувь, украшения, различные предметы домашнего быта, упряжь, рыболовные принадлежности, лодки и прочее. В составе коллекций есть также экспонаты, подаренные протоиереем церкви святых Бориса и Глеба Пазрецкого погоста Константином Щеколдиным.
- Этнографический музей (Санкт-Петербург)
- Экспонат музея (этнос саамы)
- Экспонат музея (этнос саамы)
- Экспонат музея (этнос саамы)

## 1917 год
В революционный 1917 год О. О. Визель переводится на службу в Неаполь.
О. О. Визель и его супргуга М. П. Визель являлись членами «Союза возрождения России в единении с союзниками в Риме».